# Pangamot
 (décembre 2010).
Si vous disposez d'ouvrages ou d'articles de référence ou si vous connaissez des sites web de qualité traitant du thème abordé ici, merci de compléter l'article en donnant les références utiles à sa vérifiabilité et en les liant à la section « Notes et références ».
 (décembre 2010).
Le contenu est difficilement compréhensible vu les erreurs de traduction, qui sont peut-être dues à l'utilisation d'un logiciel de traduction automatique.
Le Pangamot, Suntukan ou Panantukan est un art martial philippin. « Pangamot » signifie littéralement la « manœuvre des mains », et vient de la racine « Kamut », signifiant la « main » en Cebuano (dialecte principalement utilisé dans les régions de Mindanao et de Visayan).
Pangamot est l'étude qui permet d'identifier une situation de désarmement par sensation par opposition à la vue (acuité tactile contre l'acuité visuelle), pour sentir quand vous êtes en danger.